# Tazo

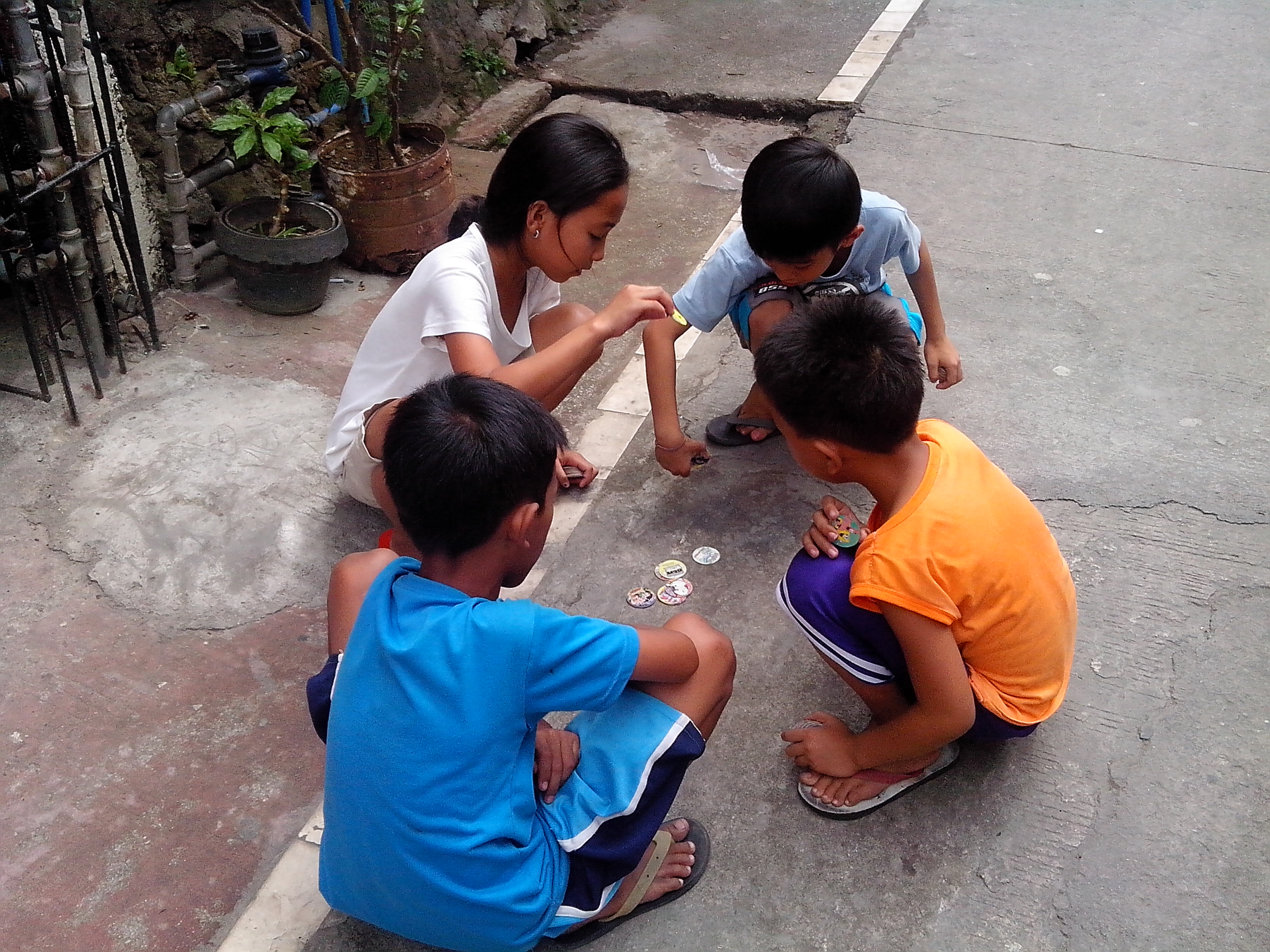
Dzieci grające tazo

Tazo – gra kolekcjonerska z użyciem specjalnych krążków wykonanych z tektury, plastiku lub metalu, przedstawiających znane postaci np. z kreskówek, anime, filmów, świata sportu.
Krążki tazo dołączane są do promocyjnych opakowań produktów spożywczych, najczęściej chipsów, lub sprzedawane osobno.

## Historia

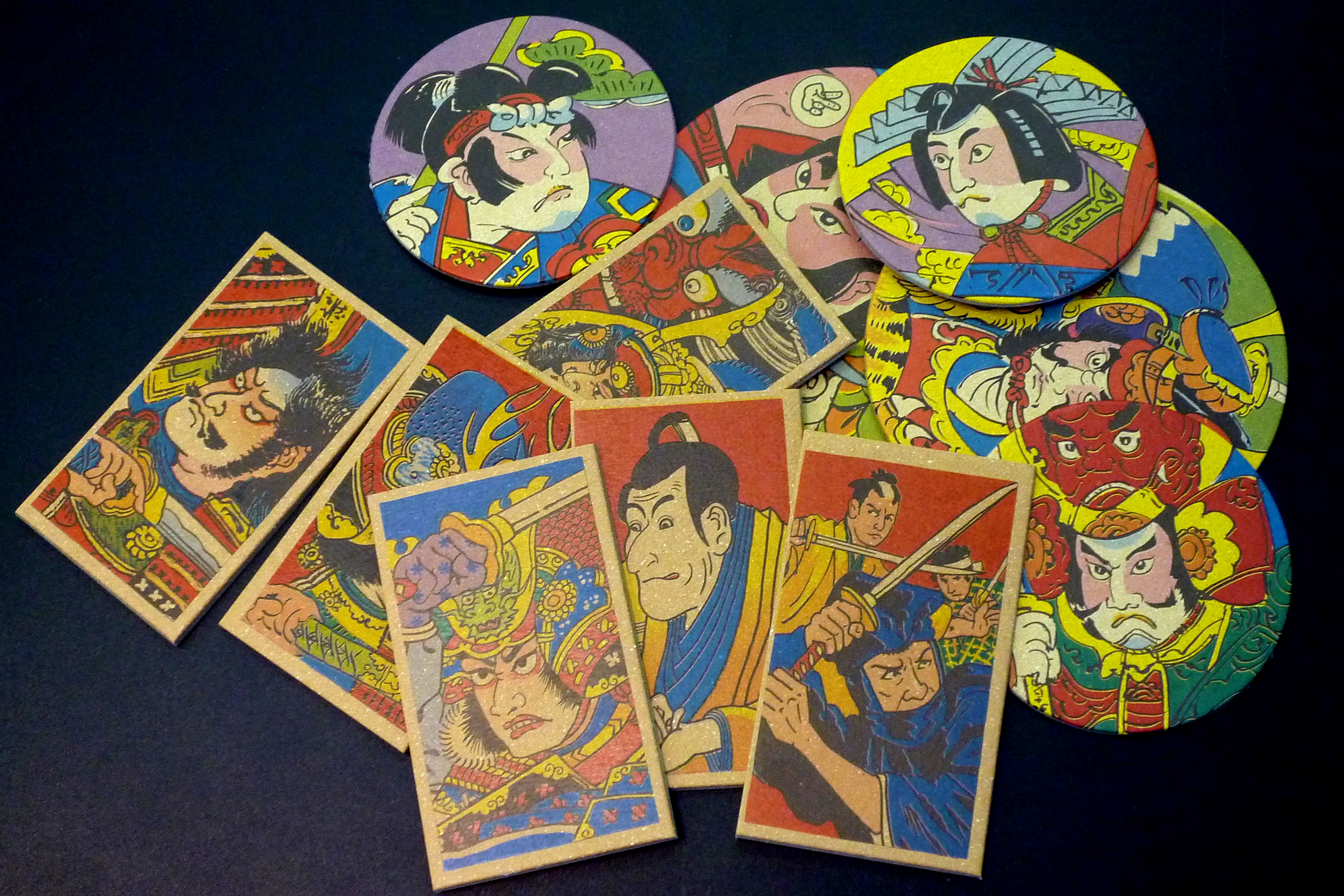
Zestaw do gry w menko

Gra wywodzi się od popularnej w Japonii gry menko, w której gracze używali udekorowanych różnymi wizerunkami krążków ceramicznych, drewnianych lub ołowianych, później także papierowych kart.
Gra przybyła na Hawaje wraz z japońskimi emigrantami, gdzie oryginalne krążki zostały zastąpione papierowymi lub kartonowymi wkładkami z kapsli od butelek po mleku. W latach 70. XX wieku jedna z hawajskich mleczarni wydrukowała litery POG na kartonowych wkładkach promując w ten sposób nowy napój POG (passion fruit, orange, guava), co dało tej grze jej angielską nazwę – pogs.
Tazo w obecnej formie zostały spopularyzowane w połowie lat 90. XX wieku przez meksykańskiego producenta przekąsek, Sabritas (należącego do grupy Frito-Lay), który zaczął dołączać je do swoich produktów. Nazwa tazo pochodzi od określenia taconazo (czyli uderzenie obcasem), co jest nawiązaniem do innej popularnej w Meksyku gry szkolnej polegającej na otwieraniu butelek przy użyciu buta i wystrzeleniu kapsla na jak największą odległość.

## Zasady gry
W grze może uczestniczyć dwóch lub więcej graczy. Tazo każdego gracza ustawiane są postacią do dołu, jeden na drugim. Następnie losowana jest kolejność gry. Każdy z graczy według ustalonej kolejności rzuca innym tazo w ustawioną przez przeciwnika wieżę tak, by jak najwięcej krążków odwróciło się na drugą stronę. Te, które się odwrócą, są wygrane przez rzucającego.
Istnieje wiele modyfikacji podstawowej wersji gry.

## Serie tazo
Pierwszy zestaw tazo wypuszczony na rynek przez firmę Sabritas w 1994 roku przedstawiał wizerunki postaci z serii Zwariowane melodie. Dużą popularnością cieszyły się tazo z Pokémonami, które w Polsce zadebiutowały w 2000 roku, ale powstało jeszcze setki innych serii tazo w kilkudziesięciu krajach na całym świecie, na przykład Gwiezdne wojny, Yu-Gi-Oh!, Kosmiczny mecz, Beyblade, Simpsonowie, World Wrestling Entertainment, flagi świata, zwierzęta.
Mimo że nazwy tazo używa się potocznie do określenia wszystkich zabawek tego typu, to w rzeczywistości jest to zastrzeżony znak towarowy produktów firmy Frito-Lay, Inc.